# Oblast de Lviv
Levive, ou Lviv, (em ucraniano: Львівська область) é uma região (óblast) da Ucrânia, sua capital é a cidade de Lviv.